# Andreas Steininger (Autor)

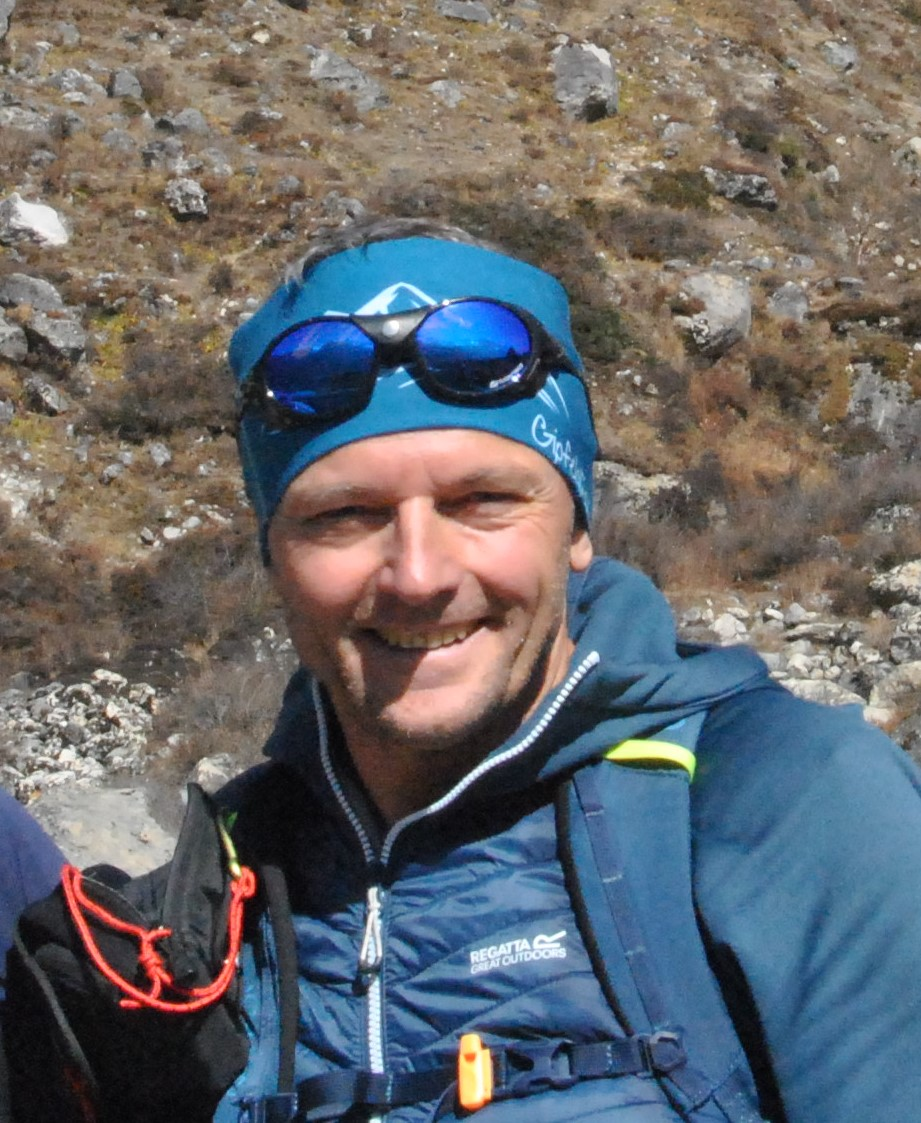

Andreas Steininger (* 23. November 1966 in Wien) ist ein österreichischer Buchautor, Geograf, Alpinist, Berg- und Skiführer, langjähriger Bergretter und Naturparkmanager. Er hat sich um die Vermittlung und den Schutz der alpinen Kultur- und Naturlandschaft in der Region Hochsteiermark verdient gemacht.

## Leben und Wirken
Steininger wuchs in Wien und in Spital am Semmering in der Steiermark auf und ist seit über 30 Jahren, auch als ehemaliger Landesausbildungsleiter und Flugretter, im steirischen Bergrettungsdienst aktiv. Er ist staatlich geprüfter Berg- und Skiführer. Als Geschäftsführer des Naturparks Mürzer Oberland setzt er sich für den Erhalt dieser Natur- und Kulturlandschaft ein. Darüber hinaus war er für den Tourismus im oststeirischen Joglland sowie in der Region Bruck an der Mur tätig und ist im erweiterten Vorstand von Hochsteiermark Tourismus engagiert.

## Weitwanderwege
Steininger ist Mitentwickler mehrerer Weitwanderwege, darunter der Alpanonnia-Weg sowie die „BergZeitReise“, die in 15 Tagesetappen durch die Hochsteiermark führt. Dabei werden Natur- und Kulturschätze wie Hochschwab, Mariazell, das Mürztal oder die Semmeringbahn miteinander verbunden.

## Werke
Andreas Steininger veröffentlichte mehrere Bücher über die steirische Bergwelt und Kulturlandschaft, in denen er Wanderungen mit geschichtlichen und kulinarischen Einblicken verbindet. Er verfasst auch regelmäßige Wandertourentipps für verschiedene Zeitschriften und Magazine.
- Wandern in der Hochsteiermark – Auf der BergZeitReise unterwegs in den Wiener Hausbergen. Kral Verlag, Berndorf 2024, ISBN 978-3-99103-198-7.
- Mürztal – Mariazeller Land: Kostbares – Sehenswertes – Wanderbares. Kral Verlag, Berndorf 2023, ISBN 978-3-99103-130-7.
- Wanderführer Steiermark – Die Grünen Berge: Von den Niederen Tauern bis zu den Mürztaler Alpen. Mit Reinhard Lamm. Styria Verlag, Graz 2015, ISBN 978-3-7012-0137-2.
- Der große Wanderführer Steiermark: Vom Dachstein bis ins Weinland, vom Semmering bis zur Turracher Höhe. Mit Reinhard Lamm. Styria Verlag, Graz 2018, ISBN 978-3-222-13616-0.
- Joglland – Waldheimat – Fischbacher Alpen. Kompass Verlag, Innsbruck 2010, ISBN 978-3-85026-261-3.